# Grand Prix du Conseil Municipal
Grand Prix du Conseil Municipal, är ett travlopp för 5-10-åriga varmblodstravare som körs på Hippodrome de Vichy-Bellerive i Vichy i Frankrike varje år i början av juli. Det är ett Grupp 2-lopp, det vill säga ett lopp av näst högsta internationella klass. Loppet körs över distansen 2950 meter med fransk voltstart. Förstapriset är 54 000 euro.

## Vinnare
| År   | Häst               | Efter              | Kusk                | Tränare                  | Tid    |
| ---- | ------------------ | ------------------ | ------------------- | ------------------------ | ------ |
| 2025 | Harmony du Rabutin | Royal Dream        | Serge Peltier       | Guillaume Richard Huguet | 1'12"7 |
| 2024 | It's A Dollarmaker | Saxo de Vandel     | Éric Raffin         | Sébastien Guarato        | 1'12"3 |
| 2023 | Eric The Eel       | Muscle Hill        | Franck Nivard       | Tomas Malmqvist          | 1'12"8 |
| 2022 | Elie de Beaufour   | Royal Dream        | Jean-Michel Bazire  | Jean-Michel Bazire       | 1'13"5 |
| 2021 | Rebella Matters    | Explosive Matter   | Christophe Martens  | Jean-Michel Bazire       | 1'12"5 |
| 2020 | Cleangame          | Ouragan de Celland | Jean-Michel Bazire  | Jean-Michel Bazire       | 1'11"0 |
| 2019 | Cleangame          | Ouragan de Celland | Jean-Michel Bazire  | Jean-Michel Bazire       | 1'14"4 |
| 2018 | Aubrion du Gers    | Memphis du Rib     | Jean-Michel Bazire  | Jean-Michel Bazire       | 1'10"9 |
| 2017 | Aubrion du Gers    | Memphis du Rib     | Jean-Michel Bazire  | Jean-Michel Bazire       | 1'14"5 |
| 2016 | Sire de la Creuse  | Ildo de Fleurac    | Jean Francois Senet | Jean Francois Senet      | 1'14"2 |
| 2015 | United Back        | Ni Ho Ped d'Ombree | Jean-Michel Bazire  | Jean-Michel Bazire       | 1'15"7 |
| 2014 | Uprince            | Prince d'Espace    | Damien Bonne        | Thierry Raffegeau        | 1'15"2 |
| 2013 | Amour d'Occagnes   | Diamant Gedé       | Christophe Martens  | Vincent Martens          | 1'15"0 |
| 2012 | Radjah de L'Abbaye | Baccarat du Pont   | Jean-Michel Bazire  | Jean-Michel Bazire       | 1'14"4 |
| 2011 | Ricimer            | Hermes du Buisson  | Herve Sionneau      | Herve Sionneau           | 1'14"5 |
| 2010 | Riglorieux du Bois | Indy de Vive       | Jean-Michel Bazire  | Jean-Michel Bazire       | 1'14"5 |
| 2009 | Opium              | Défi d'Aunou       | Sebastien Ernault   | Pierre Levesque          | 1'14"3 |
| 2008 | Vala Boko          | Alf Palema         | Nicolas Roussel     | Timo Nurmos              | 1'14"2 |
| 2007 | Chinas As          | Diamond Way        | Pierre Levesque     | Pierre Levesque          | 1'14"8 |
| 2006 | L'Amiral Mauzun    | Bon Conseil        | Jean Boillerau      | Jean Philippe Ducher     | 1'14"9 |
| 2005 | Line Pellois       | Ulf d'Ombree       | Julien Foin         | Dominik Cordeau          | 1'15"3 |
| 2004 | Kazire de Guez     | Udo de Touraine    | Jean-Michel Bazire  | Jean-Michel Bazire       | 1'15"7 |
| 2003 | Jibon Tivoli       | Bon Conseil        | Michel Lenoir       | Jacques Bruneau          | 1'18"1 |
| 2002 | Gelino des Etangs  | Tarass Boulba      | Gilles Vidal        | Gilles Vidal             | 1'16"5 |
| 2001 | Fontaine du Poli   | Quartz Bellemois   | Bernard Piton       | Raymond-Robert Rolland   | 1'16"2 |
| 2000 | Estorgo            | Nestoriac          | Franck Jamard       | Louis Haret              | 1'18"7 |
| 1999 | Gios de Jiel       | Ukir de Jemma      | Joseph Verbeeck     | Jean Luc Dersoir         | 1'15"3 |
| 1998 | Giesolo de Lou     | Biesolo            | Jean-Étienne Dubois | Jean-Étienne Dubois      | 1'16"0 |